# Renault FU
Pour les articles homonymes, voir FU.
Le Renault FU est un modèle de camion fabriqué par Renault de 1918 à 1923.
Développé à la fin de la Première Guerre mondiale, sa charge utile de 7 t puis 7,5 t lui permet notamment de servir comme porte-char dans l'Armée française.

## Historique
Le Renault FU est conçu à partir de 1916, au même moment que le char léger FT. Toutefois, le prototype ne sort qu'en mars 1918 car Renault se concentre sur la production en masse du char FT. Les essais du prototype comme porte-char en avril 1918 mènent l'Armée à demander à Renault un allongement de l'empattement de 20 cm pour que le centre de gravité du véhicule ne soit pas sur le porte-à-faux arrière quand le plateau est chargé d'un char FT.
La production de 150 exemplaires est prévue mais la commande ferme passée en septembre 1918 ne concerne que 75 exemplaires. La production est très lente et ils ne sont livrés qu'en 1920.
Sur le marché civil, le type FU est présenté aux Mines le 15 avril 1919 mais sa production cesse dès 1919, pour passer au modèle FU2 présenté aux Mines le 12 janvier 1920.
Le type FU2 est remplacé en 1921 par le type FU3, qui passe aux Mines le 2 mars 1921. Primé au concours de poids lourds organisés par le ministère de la guerre en novembre-décembre 1921. Une commande est notifiée à Renault le 31 décembre 1921 pour 100 porte-chars FU3, livrés de juillet à octobre 1922. Une nouvelle commande militaire de neuf porte-chars FU3, notifiée le 1er août 1922 est honorée en mars 1923,. Des porte-chars FU sont exportés en Espagne et en Pologne.
La production du type FU3 cesse en 1923. Sur le marché civil, le FU (et ses variantes) sont proposés en diverses carrosseries, notamment camion à benne basculante, camion-citerne, arroseur de voirie (simple) et camion à ordures.
Les porte-chars FU et FU3 restent en service dans les unités blindées jusque dans les années 1930,. Certains sont encore utilisés comme porte-chars au début de la Seconde Guerre mondiale.

## Conception
Doté en 1918 d'un moteur quatre cylindres 110 × 160 mm, le type FU dispose à partir de 1919 d'une version de ce moteur avec l'alésage porté à 125 mm.
L'empattement du prototype est de 4 005 mm, augmenté à 4 198 mm sur le type FU produit à partir de 1919. Les type FU2 puis FU3 ont un empattement de 4 777 mm. La charge utile de 7 t passe à 7,5 t sur le FU3.